# Monohelea pallida
Monohelea pallida är en tvåvingeart som beskrevs av Clastrier och Delecolle 1990. Monohelea pallida ingår i släktet Monohelea och familjen svidknott.
Artens utbredningsområde är Guinea. Inga underarter finns listade i Catalogue of Life.